# 원 문종
원 문종(元 文宗, 1304년 2월 16일(음력 1월 11일) 혹은 1295년/1294년 ~ 1332년 9월 2일(음력 8월 12일))은 대원의 제12대, 제14대 카안(재위: 1328년 ~ 1329년, 1329년 ~ 1332년)이다. 본명은 툭테무르 혹은 투그 테무르(몽골어:  ᠲᠤᠬᠲᠡᠮᠥᠷ Tuγ Temür, 한국 한자: 圖帖睦爾 도첩목이, Тугтөмөр хаан)이다. 시호는 성명원효황제(聖明元孝皇帝), 존호는 흠천통성지덕성공대문효황제(欽天統聖至德誠功大文孝皇帝), 칸호는 자야아투 칸(ᠲᠥᠪᠲᠡᠮᠦᠷ
ᠵᠠᠶᠠᠭᠠᠲᠤ
ᠬᠠᠭᠠᠨ Jaya'atu Qa'an, Заяат хаан, 札牙篤皇帝)이다. 청나라 때 음역으로 투부테무르(圖卜特穆爾), 칸호는 자이아투 황제(濟雅圖皇帝)로 개정되었으나, 청나라 멸망 후 원음으로 회복되었다. 그는 카이샨 쿨룩 카안과 탕구트 여인의 아들로, 쿠살라 쿠툭투 카안은 그의 이복형이다. 황금사에는 투그 테무르가 5년 연상의 이복 형이라 한다.
옹기라트부 출신 여인 소생이 아니라는 이유로 황위 계승권에서 밀려나 윈난 성, 허난 성 등을 전전하였다. 한때 유배에서 풀려나 회왕의 작위를 받았으나 태정제의 견제를 받았다. 1328년 10월 귀족들의 추대로 황제가 되었으나, 곧 형 쿠살라에게 양보하였다. 쿠살라가 의문의 독살을 당한 후 복위하였으나, 정치적 실권은 킵차크 출신 장군 엘테무르와 메르키트 바얀에게 있었다.

## 생애

### 어린 시절
문종 투그테무르는 1304년 2월 16일 당시 원나라 황제인 원 성종 테무르의 조카 회령왕 카이산(후일의 원 무종)과 후일 소원헌성왕후(文獻昭聖皇后)로 추존된 탕구트족 출신 첩 탕구트 비자의 아들로 태어났다. 몽골 황금사에 의하면 그는 1295년생, 1294년생 설이 있다. 1328년 즉위 당시 35세였다는 설과 코실라보다 5년 연상이라는 설 등이 있다. 그의 어머니 탕구트 비자는 회령왕 카이산의 첩이라고도 한다. 그의 아버지 무종 카이산은 원나라의 건국자 세조 쿠빌라이 칸의 증손으로, 친킴태자의 손자이고, 다르마발라황태손의 아들이었다. 투그 테무르에게는 이복 형으로, 아버지 카이산과 안서왕 망갈라의 외손녀인 이키레스 비자(亦乞烈氏) 수동(壽童)의 아들 쿠살라가 있었다. 
그의 이름은 투그 테무르(圖帖睦爾, 도첩목이)인데, 톡토 테무르(脫脫帖木兒), 톡토무르(脫脫木兒)로도 기록된다. 그의 이름 투그 테무르에서 툭은 몽골어로 중앙, 가운데를, 테무르는 철을 의미한다.
원사, 원사연의, 신원사에 의하면 코실라가 형이고, 투그 테무르가 동생이라 한다. 그런데 황금사에 의하면 투그 테무르가 코실라보다 5년 연상이라 한다.
1307년 3월 투그 테무르의 아버지 원 무종 카이산이 군사력을 이용, 정쟁에서 승리하고 아유르바르와다의 양보로, 그해 6월 황제가 되었다. 그러나 무종은 자신의 어린 아들들이 차기 황제가 될 가능성이 희박했고 대칸이 되더라도 찬탈이 우려되었으며, 자신의 즉위 과정에서 옹기라트부 귀족들은 자신 대신 동생 아유르바르와다를 지지했던 점 등을 고려하여, 동생 아유르바르와다를 황태자로 임명하고, 아유르바르와다에게 차기 황제위를 약속하는 대신 태자직과 다음 황제직은 자신의 아들들 중에서 낙점할 것을 약속하였다. 그러나 아유르와르바다는 후일 1316년 옹기라트부의 요청과, 자신의 아들을 세울 욕심 등 복잡한 이유로 이 약속을 깼다.
일찍부터 투그 테무르는 일찍부터 광범위한 학문과 예술에 관심을 보였으며, 저명한 중국 문인과 예술가들과 교류하였다. 투그 테무르 자신도 시인이자 서예가, 화가이기도 했다. 일설에는 투그 테무르는 번역 없이 중국어와 한자를 유창하게 읽고, 해석할 줄 아는 몇 안되는 원나라 황제였다는 설도 있다. 투그 테무르는 일찍부터 아버지 카이산의 측근들과도 연락을 주고받았으나 이들의 투그 테무르에 대한 충성심은 다소 느슨한 수준이었다.

### 청소년기
1311년 1월 아버지 원 무종 카이산이 음주, 술병으로 갑자기 돌연사하고, 아유르바르와다가 인종으로 즉위했다. 1307년 6월 투그테무르의 아버지 무종 카이산은 동생 아유르바르와다를 태자로 책봉했다. 그 후에도 당시 그들은 너무 어렸기 때문에 아버지 카이산은 가망이 없다고 보고, 자신의 동생이자 그의 삼촌 아유르바르와다를 태자로 확정하고 정권이양을 약속했다. 그러나 1307년 6월 29일 무종 카이산은 아유르바르와다를 태자로 책봉하면서, 아유르바르와다가 황제가 되면 차기 태자는 카이산의 아들들 중에서 선택한다고 약속하였다.
투그테무르의 아버지 무종이 죽자, 황태자 겸 상서령인 아유르바르와다가 정권을 장악하고 원 인종으로 즉위하였다. 투그테무르와 형 쿠살라는 할머니인 다기 카톤과 테무데르를 포함한 다른 훈기라트 부족 구성원에 의해 중앙 정권으로부터 배척, 제거되었다. 원래는 무종 즉위 시 무종과 그의 동생 아유르바르와다 사이의 약속에 의해, 인종이 즉위하면 무종의 아들들 중 한 명이 황태자가 되어야 했다. 그러나 투그테무르 형제는 훈기라트부 출신 하툰의 왕자가 아니기 때문이었다. 투그 테무르와 쿠살라는 윈난 성으로 추방당했고, 한때 투그 테무르는 북방의 몽골고원으로 보내려 했다가 취소되었다. 1320년 투그 테무르는 허난 성 혹은 하이난으로 다시 옮겨졌다.
형 쿠살라가 1316년 11월 비밀리에 연안부(현 산시성 옌안시)로 가서 도쿠루, 상가로, 패랄 등 부황 무종의 측근 군인들을 만났다가 인종이 보낸 감시인에게 적발되었다. 
1316년 11월 토가치, 섬서행성승상인 아스칸(阿撒罕 또는 阿思罕) 등이 쿠살라를 추대하려는 반란을 일으켰으나, 어수선하여 내부에서 혼란이 벌어졌다. 1317년 6월 인종은 군사를 파견했고, 7월 이들은 인종이 보낸 군사에게 진압당하고 아스칸 등은 처형되었다. 인종은 이때 직접 정벌할 계획을 세워두기도 했다. 1317년말 아버지 무종의 측근 토가치 혹은 투쿠치(脫忽赤, 또는 脫火赤)가 영북행성에서 쿠살라가 정통 군주라며 거병, 군사를 이끌고 카라코룸을 점령하러 가다가 몽골고원에서 1318년 2월 초 인종이 보낸 군사에게 진압되었다.(→토가치의 난)
형 쿠살라는 비밀리에 도주, 몽골고원에 은신해 있다가 알타이산맥을 넘어 차가타이 한국으로 망명했다. 에센부카 칸은 쿠살라를 받아들여 의탁하였다. 이 기간 중 투그 테무르의 행적은 알려진 것이 없다.

### 유배 생활
1320년 혹은 1321년 5월 중정사(中政使) 교주가 그가 타가차르(脫歡察兒) 등 왕족과 교류한다고 고변, 투그 테무르는 허난 성 혹은 하이난으로 옮겨졌다.
인종 아유르바르와다의 아들 영종 시디발라 게게엔 칸은 1320년에 즉위하였다. 영종 재위 시 투그 테무르는 하이난에 은거하며 밖으로 나오지 않았다. 영종 혹은 태정제에 의해 투그 테무르는 해남의 경주(瓊州)로 옮겨졌다. 1324년 9월 영종 시디발라는 옹기라트부 테크시 등에 의헤 암살되고 예순테무르 칸이 즉위하였다. 예순테무르 칸은 옹기라트귀족과 일부 왕족의 지지를 받았지만, 즉위 직후 시데발라 칸 암살범이라는 혐의를 피하려고, 테크시 등을 처형했다. 이와 함께 투그 테무르는 해남의 경주(瓊州)에서 담주(潭州)로 옮겨진 뒤, 몇달 뒤 재난을 이유로 사면 복권되어 유배에서 풀려났다. 곧 경사로 소환되었다.
그해 10월 회왕(懷王)라는 직위를 받고 황금인(黃金印)을 하사받은 뒤, 1326년 1월 건강(建康, 현 난징)으로 옮겼다가, 그 뒤 후베이 성 강릉으로 다시 옮겼다. 그는 문인, 화가들과 주로 교류하며 세월을 보냈으며, 정치적 숙청에서 살아남은 카이산의 측근들과도 연락을 주고받았다. 그러나 그가 총명하다, 그가 뛰어나다는 소문이 누군가에 의해 유포되면서 태정제는 그를 감시하기 시작했다.
예순테무르 재위기간 중 엘 테무르는 바얀과 손잡고 토그 테무르를 칸으로 추대하려는 쿠데타를 계획했다가 실패하였다. 이들은 남파의 변으로 살해된 영종 시데발라의 원수를 갚는다는 명분으로 거병, 토그 테무르를 추대하려 했다. 토그 테무르는 영종 즉위 후 하이난으로 쫓겨났다가 태정제 즉위 후 회왕이 되면서 건강(建康) 또는 금릉(金陵)으로 갔다가 후베이 성 강릉으로 옮겨진 상태였다. 엘 테무르는 당시 하남행성평장정사 바얀에게 계획을 알렸으나, 계획이 사전에 누설되면서 실패하였다. 1328년 초, 엘 테무르가 사람을 보내, 추대의사를 밝혔다. 1328년 3월 예순테무르가 상도로 행차한 사이, 대도를 지키고 있던 엘테무르는 이때를 틈타 정변을 기도, 투그테무르를 추대하려 하다가 실패했다. 곧 강릉으로 사람이 보내져 투그 테무르의 감시가 강화되었다.

### 정변과 1차 즉위

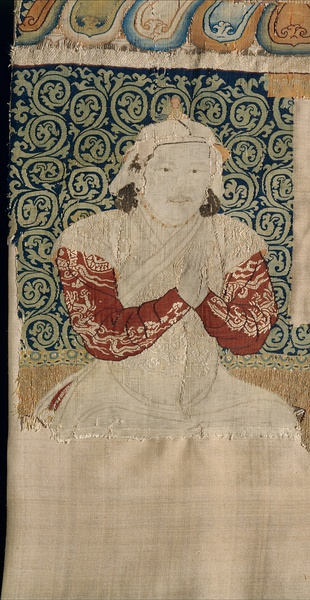
투그 테무르

그는 비밀리에 사람들의 눈을 피해 후베이 성을 탈출, 변방을 유랑하다가 몽골 사막에 은신하며 숨어 지냈다. 1328년 7월 킵차크인 출시 장군 엘테무르로부터 정변 제의를 받았다. 그해 8월 엘테무르 등은 정변을 기도하고 코실라를 황제로 세우기로 약속했다. 그러나 코실라는 멀리 있었고, 정변 주모자들은 투그 테무르를 추대하는 것으로 계획을 바꿨다.
1328년 8월 4일 첨추밀원사 엘테무르, 안서왕 아라트나시리(阿剌忒納失里) 등 17명이 군사를 이끌고 궁정으로 들어가, 평장정사 우베이둘라(烏伯都剌), 중서성좌승 타타(禿禿), 참지정사 왕사희(王士熙) 등을 체포하여 옥에 가두고, 무종의 아들 중 당시 강릉에 머물고 있던 투그 테무르 찾아가 옹립하였다. 투그 테무르는 바로 강릉에서 대도 근처로 올라왔다. 이들은 투그 테무르를 추대하고 반란을 일으켰다. 엘테무르는 하남행성 평장정사 메르키트 바얀 등에게도 연락을 보내 참여시켰다. 
1328년 8월 15일 태정제가 상도에서 갑자기 죽은 후, 태정제의 아들 아라기박이 잠시 황위를 계승하였다가 폐위되었다. 예순테무르를 반대하는 일파는 1328년 10월 16일 지추밀원사 엘테무르(燕帖木兒), 아랄테무르(阿剌鐵木兒) 등 17명의 장군과 군벌의 주도로 후베이 성 강릉에서 예순테무르의 종질인 투그 테무르를 황제로 선언하였다. 연호는 천력(天曆)이라 하였다.
엘테무르가 아시드케빈 장군과 그의 사위 반친의 군대, 다울리트 샤의 군대와 교전하는 동안 토그 테무르는 랴오둥반도에서 오는 친 아기라박 군대가 여러 갈래로 나뉘어서 대도로 오자 이들을 격퇴하였다. 하남행성의 평장정사 메르키트 바얀 등 지방에 있던 무종의 살아남은 측근들이 군사와 군량미, 물자를 신속히 지원해주었다. 한편 투그테무르의 재종동생인 아라기박은 상도로 도망을 가서 제위를 포기하지 않았다. 결국 토그 테무르와 엘테무르는 군사를 이끌고 상도로 가 아라기박을 몰아냈고, 투그 테무르가 승리하였다.

### 1차 재위와 퇴위
11월 14일 투그테무르의 군대는 상도를 점령했다. 아기라박이 실종된 뒤 투그테무르는 킵차크 칸국의 사령관 엘 테무르에 의해 대도(베이징)에서 황제로 즉위하였다. 카이산의 차남인 투그테무르가 황제로 즉위한 것은 투그테무르의 형인 쿠살라가 먼 중앙 아시아에 머물렀기 때문이었다. 11월 14일 대도 대명전(大明殿)에서 투그테무르는 문종으로 즉위하였다. 즉위 후 바로 연호를 천력(天曆)으로 선언했다. 원 천순제를 정통으로 보는 사학자들은 이 기간을 천력의 난, 천력의 내란으로 부른다.
문종 즉위 직후, 무종의 장남 쿠살라가 황제가 되어야 한다며 투그 테무르의 즉위에 반발하는 인사가 나타났다. 송렴의 저서 송문헌공집(宋文憲公集) 27권의 위신(危新)의 묘지명인 '고한림시강학사중순대부지제고동수국사위공신묘지명(故翰林侍講學士中順大夫知制誥同修國史危公新墓碑銘)'에 의하면 문종의 1차 즉위 직후, 사천행성 평장정사 낭가타이(囊加歹)가 문종 즉위 초, 쿠살라를 추대하기 위해 군사를 일으켰다가 엘 테무르, 메르키트 바얀에 의해 살해됐다 한다. 운남행성에서도 쿠살라를 추대해야 된다며 반발이 있었으나, 곧 진압되었다. 천순제 라기바흐의 지지자들 일부는 만리장성 주변으로 흩어져 도망갔고, 이들은 1332년초까지 문종의 정부군에 저항했다. 
그러나 동시에 투그 테무르의 형 쿠살라는, 차가타이 한국의 엘지기데이의 후원으로 몽골과 차가타이 칸국의 장군들을 모아서 월등한 대군으로 카라코룸으로 입성하였다. 1329년 1월 26일 쿠살라와 그가 이끄는 군대는 카라코룸 북쪽의 체첵 호수와 테르힝 차강 호수 근처에 도달했다. 위기를 느낀 투그 테무르는 양위를 선언하였고, 일설에는 엘테무르의 제안으로 양위했다고도 한다. 투그 테무르가 중서성좌승 요루테무르(躍里帖木兒)를 사자로 보내 양위를 선언했다는 설도 있다. 그해 2월 27일 쿠살라는 명종으로 즉위했다. 엘 테무르는 쿠살라를 호위하고, 수도 대도 사람들은 그를 환영하였다. 쿠살라는 카라코룸에서 즉위하고, 바로 투그테무르는 황태자로 책봉하였다. 문종은 4월 3일 황제 인장을 명종에게 건넸다.
쿠살라는 카라코룸에서 즉위하고, 바로 사자를 대도로 보내 투그 테무르에게 유학자 사대부를 중용하고, 고금의 치란을 참고하라 조언한다. 그러나 투그 테무르는 그의 조언을 불편히 여겼다.

### 2차 재위 초반
자신의 아들들이 어려서 가망이 없다고 본 명종 쿠살라는 투그 테무르를 황태자로 봉하고, 차기 정권을 약속했다.
1329년 8월 2일 대도로 가던  명종 쿠살라는 상도 부근에서 투그테무르 태자와 만나고 연회를 베풀었다. 투그테무르를 만난 지 4일 후에 쿠살라는 돌연사했는데, 엘 테무르에 의해 독살되었다. 그리하여 투그테무르는 복위하였다. 쿠살라의 군권 장악 시도와 자신에게 순순히 복종하지 않는 것을 두려워한 엘 테무르는 우루부카(月魯不花), 예리아(也里阿), 메리크두카(明里董阿) 등을 시켜 명종 쿠살라를 독살하고 다시 문종을 복위시켰다. 문종은 평생 자신의 형을 살해했다고 괴로워하였다. 후일 혜종 토곤테무르는 문종이 자신의 아버지 명종을 죽였다고 주장했다.
8월 10일 혹은 8월 15일 투그테무르는 상도 대안각(大安閣)에서 재즉위하였다. 몽골 황금사(알탄 톱치)에 의하면 8월 10일에 다시 대칸위에 올랐다 하고, 원사, 원사연의, 신원사에는 8월 15일에 재즉위했다고 한다. 연호는 지순(至順)으로 고쳤다. 1329년 장군 바얀을 중서좌승상, 도르지를 우승상에 임명했다. 1330년 연호를 지순(至順)으로 고쳤다. 그해 엘테무르를 중서성 우승상(右丞相)에 임명하고, 좌승상(左丞相)은 두지 않았다. 그는 잠재적 위협 세력이었던 옹기라트부 테무데르의 후손들을 처형했다. 그러나 사실상 조정의 실권은 엘테무르에게 있었고, 문종은 허수아비 군주로 전락하였다. 엘 테무르는 명종 쿠살라의 측근들 역시 실각, 추방하였다. 그의 2차 재위기간 중에는 군벌 엘테무르와 바얀이 실권을 잡았다. 정무는 엘테무르에 의해 좌지우자되었고 조정은 부패하였다. 투그테무르는 자신의 측근이 없었고, 그가 할 수 있는 일은 없었다. 
1329년 초 운남성에서 투겔이 반란을 일으키고 대도로부터 독립을 선언했다. 문종은 반란을 진압하기 위해 테무르부카에게 군대를 주어 보냈응나, 투겔은 운남성 지역 부족의 도움으로 정부군을 물리쳤다. 문종은 장군 아라트라시리에게 10만 명의 군사를 보내 투겔의 형제 2명과 아들 3명을 체포, 처형하고, 산지의 반란군 지도자 2명을 사살했다. 또한 투겔의 형제 1명은 강에 뛰어들어 자살했으며 반란군 족장 로위는 운남성의 산맥을 넘어 외부로 도주했다. 투겔의 반란은 겨우 진압되었다. 그러나 투겔의 잔당들은 1332년 3월까지 저항을 계속했다. 투겔 일파의 반란을 진압하는 동안 63만 냥의 지폐를 지출하였다. 1329년 3월 27일 규장각 내에 학사원(學士院)의 설립을 친히 명하여 학문 교육을 권장하였으며, 중국어를 가르치게 하였다. 또한 저명한 회화 화가, 시인, 작가들을 초빙하여 영입했다. 문종은 중국어와 한자를 배우는 무슬림과 몽골인들이 증가했다. 또한 학사원을 통해 대신과 고관의 자녀들을 대상으로 경사서를 강연하게 했고, 역대치란(歷代治亂)에 대한 것을 연구, 고찰하게 명했다.
지지기반이 불확실했던 문종은 귀족들의 인심을 얻으려 노력했다. 라기바흐-예순테무르 지지자들로부터 몰수된 모든 재산은 엘테무르를 비롯, 자신의 복위에 기여한 왕자와 관리에게 주어졌다. 또한 무종 사후, 인종에 의해 재정난의 원인으로 지목돼 폐지되었던 황실 보조금이 1329년 복구되었다. 황실 보조금은 각 왕공족들에게 나눠주는 돈이었다. 이후 그의 4년 통치 기간 동안 24개의 왕작 칭호가 수여되었으며, 그 중 9개는 1글자왕인 1등급이었습니다. 이 9명의 1자왕호를 받은 자들 중 7명은 쿠빌라이 칸의 후손도 아니고, 외손도 아니었다.

### 치세 기간

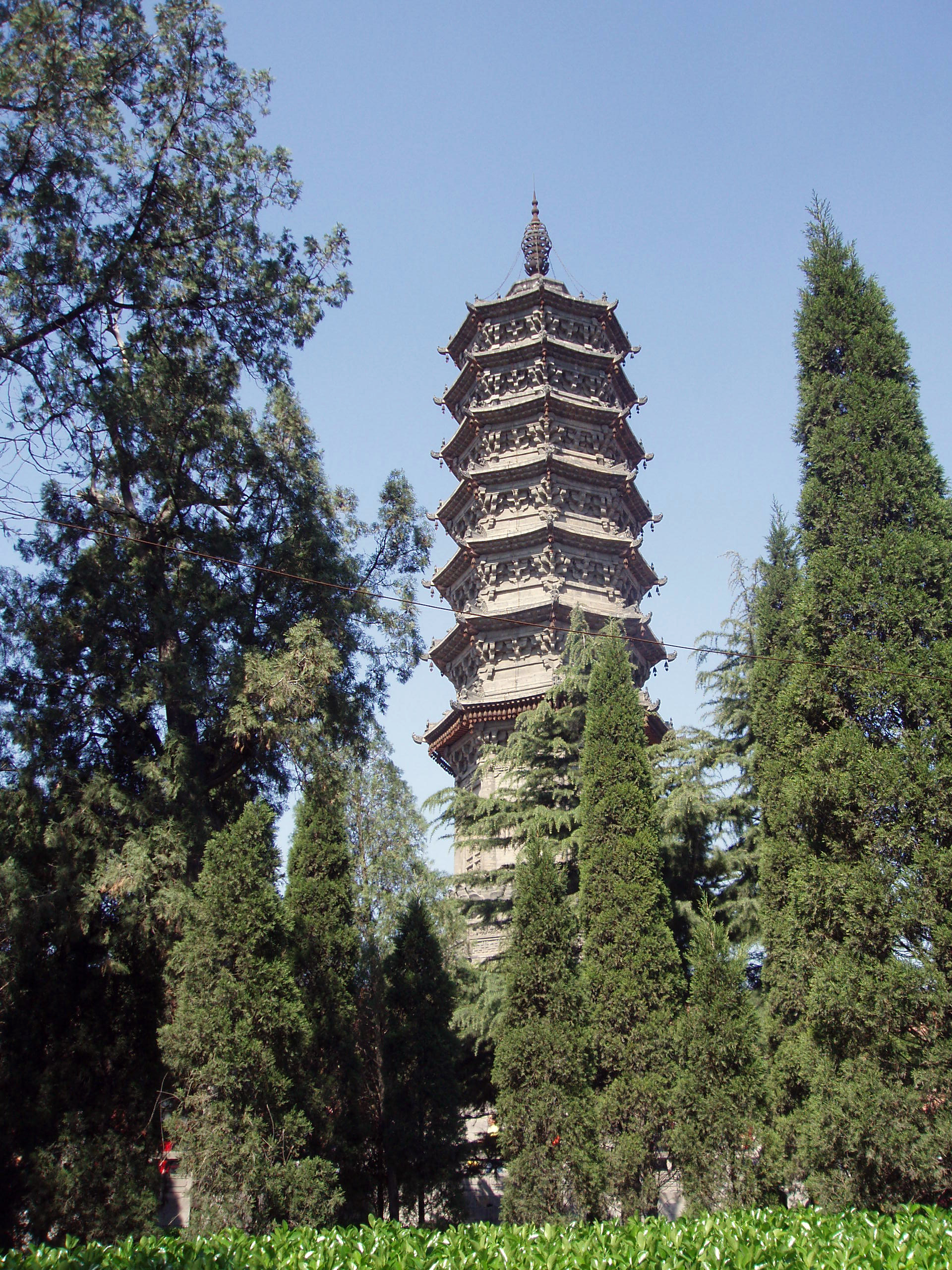
1330년에 건립된 불교 사원

문종의 2차 재위기간은 엘 테무르의 꼭두각시로 전락하였다. 문종은 불교 사찰과 티베트 불교 사원에 많은 기부를 하는 한편, 유학을 보호하였다. 원나라와 송나라 시대의 시문을 정리한 서적을 간행하는 한편, 원나라 시대의 정치 제도를 집대성해 한자로 편찬한 경세대전을 편찬하였다. 
문종은 라마교를 숭배하여 티베트의 라마교로부터 제사를 초빙했는데, 모든 대신들을 교외까지 나가서 라마교 제사를 영접하게 하는 등 라마교를 우대하는 정책을 펼쳤다. 그러자 유교 측에서는 공자의 부모를 비롯하여 안자, 증자 등 성리학 인물을 왕이나 공(公)의 작위를 봉작, 추증할 것을 상소, 이를 여론으로 내세웠다. 그러나 문종은 유교 측의 요구를 거절하였다. 티베트와 랴오양에서 일부 군벌이 반란을 기도했다가 사전에 적발되어 엘테무르와 라나시르 등에게 토벌되었다.
투그 테무르는 다른 몽골 칸국들로부터 명목상의 종주국으로 인정받기 위한 조치를 취했다. 투그 테무르는 킵차크 한국, 차가타이 한국, 일 한국에 각각 호화로운 선물과 함께 사절단을 대량 파견하였다. 또한 쿠살라를 강력하게 지지한 차가타이 한국의 유력자 엘지크타이에게 무칼리의 후손 나이만타이를 보내 왕실 인장과 선물을 주어 분노를 달래게 하였다. 차가타이 칸국의 왕자 창시는 200명의 러시아인 포로를 조공으로 원나라에 선물하였다. 이에 문종은 창시에게 보석을 답례로 주었다. 
투그테무르는 백과사전 경세대전(經世大典)을 편찬케 하였다. 그리고 주자의 성리학을 지원하였으며 백림사의 조주선사 탑을 건설케 하였다(1330년). 1331년 1월 투그테무르는 장남 아라트나다라(Aratnadara)를 후계자로 선포했는데, 황태자가 된지 1개월 만에 갑자기 사망했다. 1331년 3월 문종은 티베트 불교의 제3대 캄파 라마 랑중도제를 초청했으나, 그가 오는 것을 보지 못하고 사망한다.
1330년 문종은 몽골의 전통 제도였던 수계제, 형사취수제를 유교적이지 않은 관습이라며 금지했다. 과부가 된 계모나 서모, 형수, 제수와 결혼하는 것을 금지시키고, 이를 어기면 처벌하겠다고 선언했다.

### 치세 후반
1330년 2월 황후 부다시리 카툰과 아들 아나트라나다는 불교 수계를 받고, 그해 3월 문종은 아나트라나다를 연왕(燕王)에 봉했다. 동시에 정2품 궁상부(宮相府)를 두었다. 그해 8월 세조 쿠빌라이의 탄신을 축하하는 불교 행사가 7일간 주관하였다. 이때 어사대의 신하가 아나트라나다를 황태자로 책봉할 것을 주청, 이후 신하들이 아나트라나다의 태자 책봉을 건의하였다. 그러나 문종은 어떤 이유인지 태자 책봉을 주저하였다.
1330년 5월부터는 학자들을 시켜 13개월간 원나라와 몽골의 역대 군주들에 대한 기록을 문서화했는데, 이때 작성된 문서들은 후일 명나라 때의 원사 편찬의 참고자료로 활용돈다. 1330년 5월부터 바로 편찬한 회요(會要)는 당나라, 송나라, 원나라초기의 법률과 제도를 집대성한 서적으로 13개월만에 완성, 출간하였다. 또한 경세대전(經世大典)을 간행, 출판하였다. 1330년 5월 25일 조정에서 흠천통성지덕성공대문효황제(欽天統聖至德誠功大文孝皇帝)라는 존호를 올렸다.
이후 계속된 태자 책봉 상소에 문종은 아나트라나다는 아직 어려서, 세조 쿠빌라이가 친킴을 연왕에 봉한 나이가 되지 않았다며 엘테무르가 오기를 기다렸다가 정하자며 물리쳤다. 1330년 10월 제왕과 재상들이 아나트라나다를 황태자로 책봉하라고 상소했으나 문종은 아직 어린 것을 이유로 거절하였다. 계속 된 태자 책봉 상소가 올라오자 문종은 그해 12월 생각을 바꾸어 아나트라나다를 황태자로 책봉하기로 하고, 1330년 12월 2일(양력 1331년 1월 18일) 종묘에 고하고 12월 5일(1331년 양력 1월 21일) 아들을 태자로 책봉했다. 그러나 아나트라나다는 1331년 2월 22일(음력 1월 15일)에 갑자기 병사했다. 이 일을 계기로 부다시리 카툰은 앙심을 품고, 훗날 내시를 시켜 바부샤 카툰을 암살하게 된다. 조정에서는 문종의 차남 쿠나타라(훗날 엘테구스로 개명)를 새 태자로 옹립해야 한다는 상소문이 올라왔다. 그러나 문종은 엘테구스를 태자로 책봉하기를 망설이고 주저했다. 당시 조정은 엘테무르의 수중에 있었고, 조정은 부패해졌다. 형을 살해했다는 죄책감에 시달린 문종은 자신의 아들 대신 형 명종의 아들을 칸으로 세우게 하였다.

### 최후
문종은 시를 잘 지었고, 이는 송원시회(宋元詩會)에 일부 언급되어 있다. 1332년 초, 진종 예순 테무르와 라기바흐의 지지자들 중 잔존자들의 반란을 최종 진압하였다. 1332년 3월 운남 성의 투겔 일파의 반란을 최종 진압했다. 투겔 일파의 반란을 진압하는데 63만 냥의 재정이 지출, 소요되었다. 다소 호화로운 삶을 선호했던 문종은 투겔의 반란 진압에 지출이 큰 것을 주목하지 않았다. 황제의 행동은 일부 귀족들의 불만을 야기했고, 이들은 아난다의 후손 오루크 테무르를 추대하는 반란을 준비한다. 1332년 4월 몽골의 일부 귀족들, 불교 승려들, 티베트 라마 불교 승려이 모여 윈난 성에서 군사를 일으켜, 오루크 테무르를 칸에 옹립하려 정변을 기도하다가 사전에 발각되었다. 오루크 테무르는 문종을 암살할 계획을 세웠는데, 역시 사전 발각되었다. 오루크 테무르와 정변 계획 참가자들, 승려들은 바로 체포, 처형되었다.
그러나 1332년 3월 엘 테무르는 문종이 규장각과 학사원을 통해 정권을 장악하려고 보고 규장각, 학사원에 대한 감시, 관리를 대폭 강화했다. 문종이 규장각, 학사원을 통해 추진하던 사업들은 문종이 죽자 마자 엘테무르에 의해 전면 폐지되었다.
문종은 불교 사찰에 부과하는 세금을 면제해주었고, 대도와 상도 주변의 빈 땅을 왕실 사찰 대승천호승사(大承天護僧寺)에 기탁하였다. 문종의 재위 기간 중 엘테무르 일파가 권력을 장악하였고, 백성들은 과도한 부역으로 불만을 품었으나 이내 진압되었다. 조정의 재정 상황을 개선하기 위해 귀족의 특권을 폐지하고, 불교 사찰에 대한 지원을 점진적으로 줄였으며, 황실에 대한 지출, 특히 황제의 개인 시종의 수를 줄였다. 그러나 귀족 특권의 폐지는 몽골 귀족들의 반발을 불러왔다.
그는 2차 복위 과정에서 형 명종이 엘테무르에게 독살당한 일을 두고, 자신이 형을 죽였다며 괴로워했다. 문종은 만년에 병에 걸렸는데, 어떤 병인지는 알려져 있지 않다. 그는 1332년 음력 8월 12일(1332년 9월 2일)에 대도 또는 상도 황궁 근처 섬전하(閃電河) 강변에서 병으로 갑자기 붕어하였다. 아들 엘 테구스가 있었지만쿠살라의 아들이 계승하도록 유언을 남겼다. 엘 테무르는 문종의 아들 엘 테구스를 새 황제로 추대하려 했으나, 문종의 황후 부다시리 카툰은 문종의 유언이라며 강력하게 반대, 명종 쿠살라의 아들 중에서 후계자를 고르게 된다. 문종의 죽음은 엘 테무르에 의해 독살되었다는 의혹이 있다. 일설에는 그가 음력 11월 14일에 사망했다는 설도 있다.

### 사후
사망 후 4일 뒤, 기련곡에 장사하였다. 문종이 갑자기 죽자 엘테무르는 문종의 아들 엘 테구스를 차기 황제로 옹립하려 하였으나, 어린 아들이 정쟁에 휘말리는 것을 원치 않은 부다시리 카툰은 문종의 유언을 이유로 명종의 아들들 중에서 차기 황제를 추대하라며 거듭 사양하였다. 그리하여 쿠살라의 차남 린친발이 6세로 즉위하였다. 그는 초기에 쿠살라의 아들 토곤 테무르를 후계자로 지명했지만, 엘테무르는 토곤 테무르보다는 어린 군주가 조종하기 적합하다 보고 토곤 테무르의 동생 린친발을 차기 황제로 추대했다. 메르키트 바얀 등의 세력도 명종의 아들을 옹립하도록 유도하였다 한다.
엘 테무르는 문종의 아들 엘 테구스를 양육했고, 그를 차기 칸으로 세우려 했다가 실패한다. 1333년 12월 28일 조카 혜종 토곤테무르가 시호를 올려 성명원효황제(聖明元孝皇帝)의 시호가 추서되고, 묘호는 문종, 몽골어식 존호는 자야야투 황제(札牙笃皇帝)라 하였다. 자야야투란 몽골어로 인연이 있다, 축복받은, 품위있다, 행운의 라는 뜻이다. 1334년 3월 23일 태묘의 영종 린친발 카안 사당 바로 다음에 배향되었다.
1340년 혜종 토곤테무르는 문종이 자신의 아버지 명종 쿠살라를 살해했다고 선언하고, 그해 6월 14일 그의 위패를 태묘에서 출향했다.

## 가족 관계
- 조부 : 추존황제 순종(順宗) 다루마바라
- 조모 : 추존황후 소헌원성황후(昭獻元聖皇后) 콩기라트씨
- 부황 : 제3대 황제 무종(武宗) 카이샨
- 모후 : 추존황후 문헌소성황후(文獻昭聖皇后) 탕구트씨

### 후비
- 부다시리 대카툰 콩기라트씨

### 황자
1. 연왕(燕王) 아라트나다라(? ~ 1331년)
2. 황태자 엘 테구스(燕帖古思, ? ~ 1340년 7월 15일)
3. 황자 타이핑누

## 기년
| 서력 (西曆) | 1328년          | 1329년              |            |            |
| 간지 (干支) | 무진(戊辰)      | 기사(己巳)          |            |            |
| 연호 (年號) | 천력(天曆) 원년 | 2년                 |            |            |
| 문종(2차)   | 원년            | 2년                 | 3년        | 4년        |
| 서력 (西曆) | 1329년          | 1330년              | 1331년     | 1332년     |
| 간지 (干支) | 기사(己巳)      | 경오(庚午)          | 신미(辛未) | 임신(壬申) |
| 연호 (年號) | 천력(天曆) 2년  | 3년 지순(至順) 원년 | 2년        | 3년        |

## 같이 보기
- 원나라의 황제
- 몽골의 칸 목록
- 중국의 미술
- 천력지변